# Rugby Rovigo Delta 2018-2019

## TOP12 2018-2019

### Stagione regolare
| Incontro               | Andata | Ritorno |
| ---------------------- | ------ | ------- |
| Rovigo — S.S. Lazio    | 41-8   | 61-24   |
| Petrarca — Rovigo      | 16-0   | 10-17   |
| Rovigo — Mogliano      | 19-15  | 25-17   |
| Reggio Emilia — Rovigo | 16-19  | 21-30   |
| Rovigo — I Medicei     | 18-20  | 42-23   |
| Fiamme Oro — Rovigo    | 22-17  | 27-52   |
| Valsugana — Rovigo     | 17-21  | 0-45    |
| Calvisano — Rovigo     | 20-27  | 35-24   |
| Viadana — Rovigo       | 9-28   | 7-40    |
| Rovigo — Verona        | 61-7   | 36-28   |
| San Donà — Rovigo      | 27-59  | 16-43   |

#### Risultati della stagione regolare
| Posizione | G  | V  | N | P | PF  | PS  | DP   | B  | Pt |
| --------- | -- | -- | - | - | --- | --- | ---- | -- | -- |
| 2ª        | 22 | 18 | 0 | 4 | 682 | 369 | +313 | 16 | 88 |

### Fase finale
| Turno | Incontro           | Andata | Ritorno |
| ----- | ------------------ | ------ | ------- |
| SF    | Petrarca — Rovigo  | 10-10  | 9-18    |
| F     | Calvisano — Rovigo | 33-10  | 33-10   |

## European Rugby Continental Shield 2018-19

### Prima fase
| Incontro                    | Andata | Ritorno |
| --------------------------- | ------ | ------- |
| Rovigo — Petrarca           | 34-34  | 27-20   |
| Rovigo — Belgium Barbarians | 68-12  | 89-7    |

#### Risultati della prima fase
| Posizione | G | V | N | P | PF | PS | DP | B | Pt |
| --------- | - | - | - | - | -- | -- | -- | - | -- |
| 3ª        | 4 | 2 | 0 | 2 | 89 | 86 | -3 | 3 | 11 |

### Fase finale
| Turno | Incontro           | Andata | Ritorno |
| ----- | ------------------ | ------ | ------- |
| SF    | Calvisano — Rovigo | 29-13  | 28-30   |